# Thomas Kyd
Thomas Kyd (n. 1558, Londra, Regatul Angliei – d. 1594, Londra, Regatul Angliei) a fost un dramaturg englez aparținând "spiritelor academice" (The University Wits), părintele tragediei sângeroase sau al tragediei răzbunării din perioada Renașterii engleze. Unul dintre contemporanii literari ai lui William Shakespeare.
Alături de Christopher Marlowe, a fost principalul reprezentant al tragediei engleze pre-shakespeariene.
De altfel, una din dramele sale, astăzi pierdută, se pare că i-a servit lui Shakespeare drept model pentru Hamlet.

## Scrieri
- 1587: Tragedia spaniolă ("Spanish Tragedy", tipărită în 1594)
- 1594: Pompei cel Mare ("Pompey the Great")
- 1594: Cornelia.